# Adrián Gandía
Adrián Gandía (19 de diciembre de 1997) es un deportista puertorriqueño que compite en judo.
Ganó una medalla en los Juegos Panamericanos de 2019 y cuatro medallas en el Campeonato Panamericano de Judo entre los años 2018 y 2024.

## Palmarés internacional
| Juegos Panamericanos    | Juegos Panamericanos    | Juegos Panamericanos | Juegos Panamericanos |
| Año                     | Lugar                   | Medalla              | Categoría            |
| ----------------------- | ----------------------- | -------------------- | -------------------- |
| 2019                    | Lima (Perú)             | Medalla de bronce    | –81 kg               |
| Campeonato Panamericano |                         |                      |                      |
| Año                     | Lugar                   | Medalla              | Categoría            |
| 2018                    | San José (Costa Rica)   | Medalla de bronce    | –81 kg               |
| 2020                    | Guadalajara (México)    | Medalla de oro       | –81 kg               |
| 2023                    | Calgary (Canadá)        | Medalla de bronce    | –81 kg               |
| 2024                    | Río de Janeiro (Brasil) | Medalla de bronce    | –81 kg               |